# Escándalo de los Medias Negras

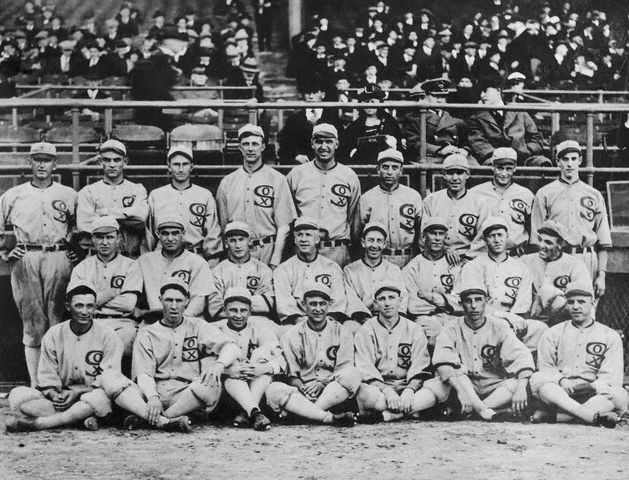
1919 Chicago White Sox.

Se conoce como el Escándalo de los Medias Negras a los sucesos que tuvieron lugar en 1919 relacionados con la Serie Mundial de ese año. El nombre Medias Negras también se usa para referirse al equipo de los Chicago White Sox. Ocho miembros de este equipo fueron expulsados de por vida del béisbol de las Grandes Ligas por perder intencionadamente la serie final de esa temporada frente a los Cincinnati Reds. La conspiración fue una idea original del primera base de los White Sox, Arnold "Chick" Gandil, quién tenía vínculos de larga duración con pequeñas figuras del submundo de las apuestas ilícitas. Convenció a Joseph "Sport" Sullivan, un apostador profesional, de que la serie podía arreglarse. El conocido gánster Arnold Rothstein suministró el dinero a través de su lugarteniente Abe Attell, un antiguo campeón mundial de peso pluma.
Gandil reclutó a varios de sus compañeros de equipo, motivados por la aversión al propietario del club, Charles Comiskey, para implementar el arreglo. Todos ellos eran miembros de una facción resentida con los jugadores más educados y mejor pagados en el equipo, como el segunda base Eddie Collins, el catcher Ray Schalk, y el pitcher Red Faber. Para la mayoría de los cronistas contemporáneos, ambas facciones casi nunca se comunicaban dentro o fuera del campo de juego, lo único que tenían en común era su resentimiento hacia Comiskey. Los pitchers abridores Eddie Cicotte y Claude "Lefty" Williams, el outfielder Oscar "Happy" Felsch, y el shortstop Charles "Swede" Risberg fueron los principales involucrados con Gandil. Al tercera base Buck Weaver se le ofreció participar en el arreglo, pero rehusó. Weaver fue expulsado posteriormente también por haber conocido del arreglo y no haberlo denunciado. Aunque apenas jugó en la serie, el utility del infielder Fred McMullin escuchó del arreglo y amenazó con denunciarlo si no era hecho partícipe del pago. El outfielder Shoeless Joe Jackson también fue mencionado como participante, si bien su actuación ha sido muy discutida.
Usualmente, se culpa indirectamente a Comiskey del arreglo por los bajos salarios que pagaba al equipo, considerando los mejores sueldos de las mayores. En especial, se cita la intención respecto a una cláusula firmada con el lanzador Eddie Cicotte, a quién habría sido ofrecido un bono de US$ 10 000 en caso de ganar treinta juegos, y al haber alcanzado este la cifra de 29 fue relegado al banquillo durante las dos semanas anteriores al final de la temporada regular. El caso es probablemente cierto, dado que la misma cláusula existía en 1917 cuando Cicotte fue relegado a la banca tras su victoria 28.

## La Serie

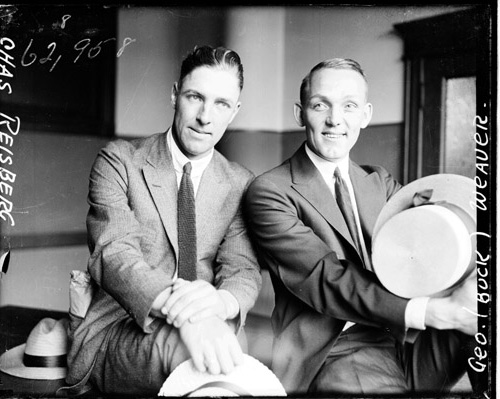
Swede Risberg (izquierda) y Buck Weaver durante su juicio en 1921.

Incluso antes del inicio de la Serie Mundial corrieron rumores respecto al arreglo de la misma, habiendo los apostadores iniciado fuertes apuestas a favor de los Reds, considerado el equipo más débil. Estos rumores llegaron incluso a oídos de la prensa, incluyendo Hugh Fullerton del Chicago Herald and Examiner y al exjugador y mánager Christy Mathewson, quienes resolvieron llevar un registro de las jugadas particularmente cuestionables. A pesar de los rumores los apostadores continuaron apostando fuertemente contra los White Sox. En el segundo lanzamiento de la Serie, Cicotte golpeó al bateador Morrie Rath, lo cual era la señal del cierre del acuerdo.
El alcance de la participación de Joe Jackson en el arreglo es aún motivo de controversia, pues él mismo mantuvo siempre su inocencia. Fue líder en bateo de la Serie con .375, habiendo sacado a 5 corredores de las bases y participando en 30 jugadas sin errores. Sin embargo, Jackson admitió bajo juramento haber aceptado US$ 5.000 de los apostadores. Una jugada en particular ha sido objeto de escrutinio, en el quinto inning del cuarto juego con corredor en segunda base, Jackson atrapó un hit hacia el jardín izquierdo y lanzó la bola al home, de cualquier forma el jugador contrario anotó y el partido se perdió 2-0. Gandil posteriormente admitió haber gritado a Cicotte para que interceptase la bola. Cicotte, cuya culpabilidad en el arreglo es indiscutida, cometió cinco errores ese mismo quinto inning.
De hecho, años después todos los implicados en el escándalo admitieron que Jackson nunca estuvo presente en las reuniones con los apostadores y Lefty Williams dijo que solo habían usado el nombre de Jackson para ganar credibilidad.
Williams, uno de los expulsados, perdió tres juegos en la serie, estableciendo un récord, mientras que Dickie Kerr, quién no participó, ganó en sus dos salidas. Cicotte perdió un juego y ganó el séptimo de la serie, molesto porque ya para ese momento los apostadores rehusaban cumplir con los términos del arreglo. A pesar de esto los Sox perdieron el octavo y definitivo juego bajo amenazas de los corredores de apuestas.

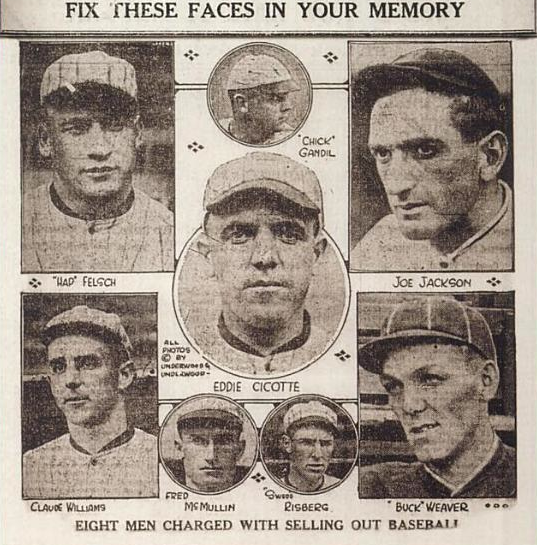
Los ocho "Medias Negras de Chicago"

## La caída
Durante la temporada de 1920 crecieron los rumores del arreglo de la serie a medida que los Sox se enfrascaban en una lucha por el banderín de la Liga Americana con los Cleveland Indians y fuertes rumores de corrupción se cernían sobre varios clubes. Finalmente en septiembre de ese año un Gran jurado fue convocado para esclarecer el caso. 
Eddie Cicotte y Joe Jackson admitieron haber recibido dinero para perder la Serie Mundial ante el Gran jurado de Chicago. Mientras tanto, los Sox estaban virtualmente empatados con los Indians, necesitando ganar sus tres últimos juegos para clasificar. A pesar de esto, Comiskey suspendió a los siete jugadores que aún permanecían en el equipo (Gandil estaba entonces jugando en una liga semiprofesional) y los Sox perdieron 2 de 3 juegos de la serie contra los St. Louis Browns. Previo a juicio, evidencia importante desapareció de la corte de Cook County, incluyendo las declaraciones de Cicotte y Jackson, quienes se retractaron de las mismas. Todos los jugadores fueron absueltos en el juicio.
Sin embargo, el daño hecho a la credibilidad del deporte, conocido como el "pasatiempo nacional" en los Estados Unidos, forzó a los dueños de equipos a la creación de la Oficina del Comisionado del béisbol de las Grandes Ligas y al nombramiento de Kenesaw Mountain Landis como primer comisionado. Al día siguiente del veredicto el juez Landis dictó su propia sentencia:

Independientemente del veredicto del jurado, un jugador que arregle un juego de pelota, un jugador que acometa o se comprometa a arreglar un juego de pelota, un jugador que se sienta en confianza con un montón de apostadores y jugadores corruptos, donde los medios de arreglar un juego se discutan y no acuda con prontitud a denunciar a su club sobre este arreglo, nunca jugará béisbol profesional.

Con dicha declaración, los ocho jugadores de los Sox implicados en el escándalo fueron expulsados de por vida de las mayores. Con siete de sus mejores jugadores fuera del equipo los White Sox quedaron de séptimos en la temporada de 1922, no volviendo a ganar el banderín de la Liga Americana hasta 1959 ni otra Serie Mundial hasta el 2005.

## Suspendidos de por vida
Ocho jugadores de los Chicago White Sox, fueron suspendidos en 1921 por conspirar con los jugadores para amaño de la Serie Mundial de 1919 en el escándalo de los Medias Negras:
- Eddie Cicotte: Pitcher ganador en varias temporadas con más de 25 juegos. (Una historia dice que a Cicotte se le había prometido un bono de $ 10,000 dólares - equivalente a $ 149,000 de hoy - si ganaba 30 juegos; el dueño del equipo Charles Comiskey le negó cinco aperturas hacia el final de la temporada, quien hizo que el manager Kid Gleason lo reemplazará bajo el argumento de "guardar su brazo para la Serie Mundial". Sin embargo, la historia sigue sin fundamentarse. Cicotte fue 29-7 en la temporada.) Si no hubiese participado en este arreglo, hubiera sido elegido al Salón de la Fama. Tenía todos los méritos para ello.
- Claude Preston Lefty Williams perdió sus tres aperturas en la Serie Mundial, estableciendo un récord que nunca ha sido igualado. (El único otro lanzador que perdió tres juegos en una sola Serie Mundial, pero George Frazier en 1981 lanzador de los Yankees, perdió sus tres apariciones como pitcher relevista contra Los Angeles Dodgers).
- Chick Gandil fue la mente maestra y cabecilla del escándalo. En un artículo de 1956 en Sports Illustrated, admitió su papel en el arreglo y expresó remordimiento por haberlo hecho, diciendo que él y sus co-conspiradores merecían ser expulsados del béisbol solo por hablar con los apostadores. [8]
- Fred McMullin era solo un infielder de reserva. Sin embargo, escuchó a sus compañeros de equipo discutir la solución y amenazó con denunciarlos a menos que lo incluyeran en el arreglo.
- Charles August Swede Risberg fue uno de los cabecillas del escándalo.
- Oscar Emil Happy Felsch que jugaba de jardinero central, dueño de un poderoso brazo, bateó y fildeó mal en la serie, despertando sospechas del arreglo, por ser un buen bateador y haber impulsado 102 carreras en la temporada 1917 dado que la 1918 no la jugó por el servicio militar.
- El Descalzo Joe Jackson: Considerado el mejor bateador en su tiempo, llegando a tener registro de bateo por arriba de .400 el registro más alto nunca igualado en su temporada de novato. Tiene el porcentaje más alto de bateo en la historia de las Ligas Mayores, detrás de Ty Cobb y de Rogers Hornsby. (El alcance exacto de la participación de Jackson es discutido y controvertido).
- Buck Weaver, como Jackson, fue objeto de una polémica prohibición. Weaver se negó a aceptar dinero y jugó lo mejor que pudo en la Serie Mundial contra los Cincinnati Reds, pero fue suspendido de todos modos porque sabía de la conspiración pero no lo informó a las autoridades de la MLB ni al propietario del equipo. (Weaver demandó con éxito al propietario de los White Sox, Charles Comiskey, por su salario de 1921).

## Orígenes del término Medias Negras

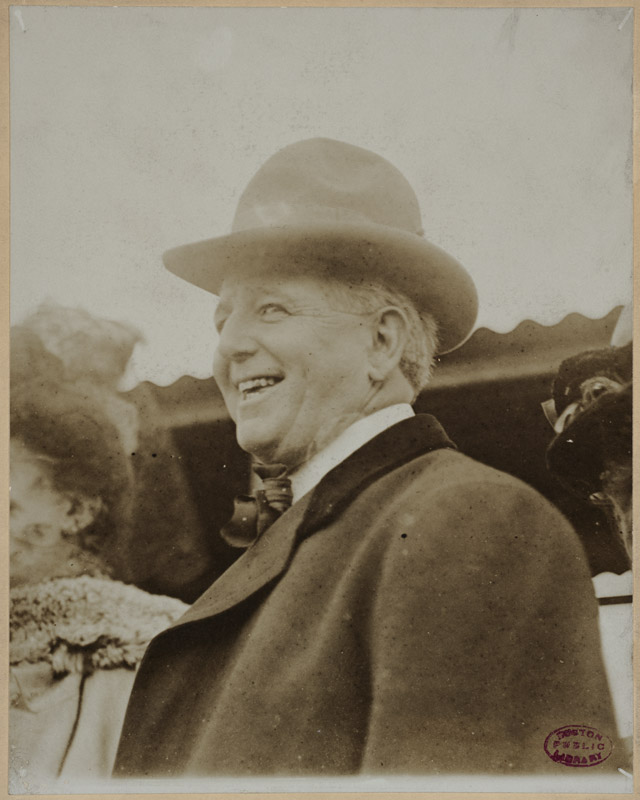
Charles Comiskey en 1910

Si bien se cree que el nombre de «Medias Negras» está relacionado con la naturaleza oscura y corrupta de la conspiración, el término puede haber existido ya antes del arreglo de la Serie Mundial. Según una historia el nombre «Medias Negras» se deriva de la negativa del frugal propietario Charles Comiskey a pagar por el lavado de los uniformes de los jugadores, insistiendo en que los propios jugadores pagasen la limpieza. Supuestamente, los jugadores se negaron a pagar y en los juegos posteriores de los White Sox los uniformes lucieron progresivamente más sucios a consecuencia del polvo, el sudor y la suciedad recogida en los blancos uniformes de lana, hasta que se tornaron un tono mucho más oscuro. Comiskey, entonces, envió a lavar los uniformes, descontando la factura del sueldo de los jugadores. 
Por otra parte, Eliot Asinof, en su libro Eight Men Out ,no hace referencia en tal sentido, citando al principio los uniformes sucios pero refiriéndose a la expresión «Medias Negras» únicamente en relación con el escándalo.